# Vanhouttea leonii
Vanhouttea leonii là một loài thực vật có hoa trong họ Tai voi. Loài này được Chautems mô tả khoa học đầu tiên năm 2002.